# Operação Polimento
A Operação Polimento foi realizada pela Polícia Judiciária em Lisboa, capital portuguesa, em conjunto com as autoridades brasileiras, através da Polícia Federal, que prendeu, em 21 de março de 2016, o operador financeiro Raul Schmidt Felippe Junior, que estava foragido desde julho de 2015, quando havia sido deflagrada a 10.ª fase da Operação Lava Jato. Esta foi a primeira operação internacional realizada pela Lava Jato, representuando sua 25.ª fase.

## Investigação
A operação contou com a presença de um procurador do Ministério Público português, uma equipe de procuradores do MP brasileiro ligada à Lava Jato e um juiz de instrução criminal português. As autoridades brasileiras foram, de acordo com a Procuradoria-Geral da República (PGR), autorizadas a acompanhar a operação em Lisboa "ao abrigo dos instrumentos legais de cooperação". Segundo a PGR, além do pedido de cooperação judiciária internacional recebido das autoridades brasileiras que deu origem a esta operação.

## Alvos
Schimidt é alvo da 10ª fase da operação e é tido como sócio de Jorge Luiz Zelada, que está preso no Complexo Médico-Penal em Pinhais, no Paraná. As investigações apontam que Raul é suspeito de envolvimento em pagamentos de propinas à Zelada, Renato de Souza Duque e Nestor Cerveró.
Segundo o Ministério Público Federal, além do Schimitd atuar como operador, também aparece como preposto de empresas internacionais na obtenção de contratos de exploração de plataformas da Petrobras. Raul Schmidt tem dupla nacionalidade, brasileira e portuguesa, e se mudou para Portugal após a deflagração da Operação Lava Jato.  A pedido do juiz Sergio Moro A filha de Schimidt foi coagida, como “elemento de pressão”, pela Polícia Federal a dizer onde o pai estava, apesar de não haver provas muito claras de que Nathalie  tinha ciência "de que os valores tinham origem ilícita e/ou eram fruto de atos de corrupção”.
A polícia deteve Raul Schmidt em seu apartamento em Lisboa, registrado em uma offshore da Nova Zelândia.

## Extradição
As autoridades brasileiras pediram a extradição do luso-brasileiro em 48 horas (23 de março), em razão do tempo em que ficou foragido. A extradição de Raul foi arquivada pela justiça portuguesa em janeiro de 2019, e o Ministério Público do país recorre da sentença desde então. Nathalie foi denunciada pela Lava Jato por lavagem de dinheiro pela compra do imóvel em Paris.

## Atuação da SCI/PGR

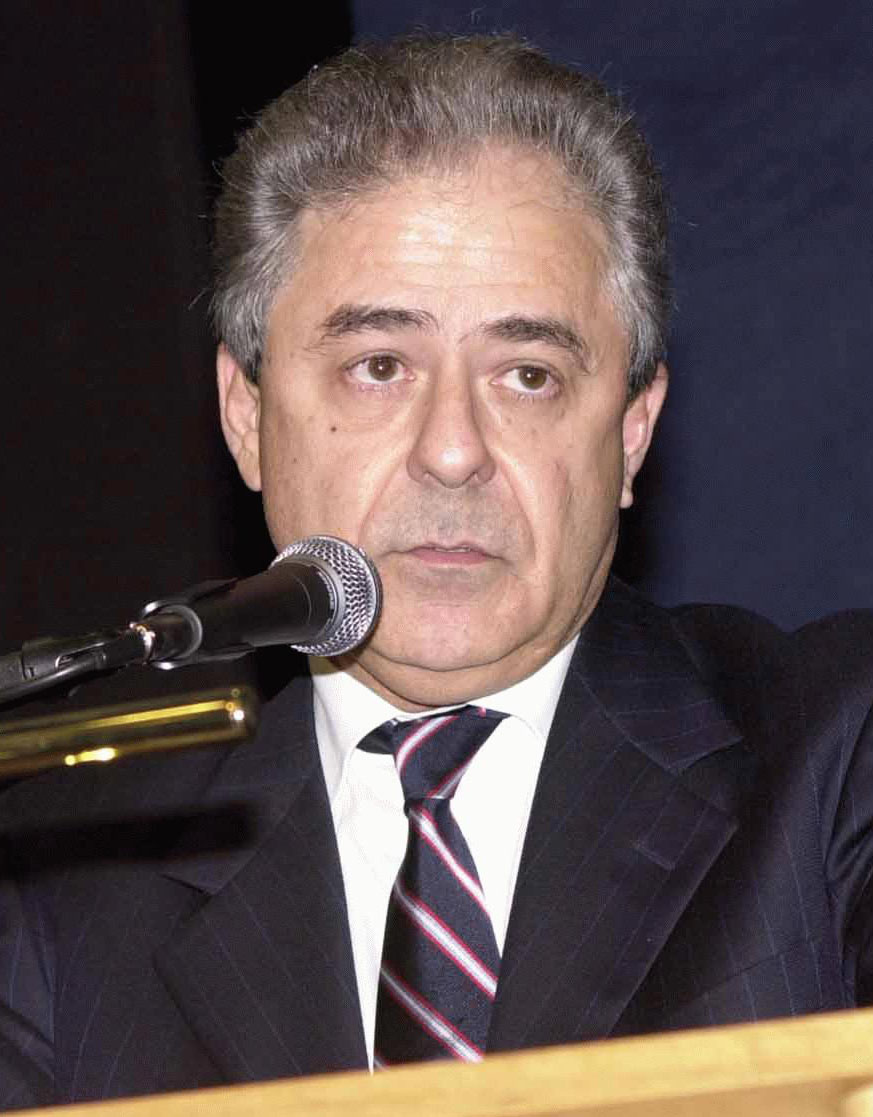
Geraldo Brindeiro, Procurador-Geral da República do Brasil que ocupou o cargo por mais tempo desde a Era Vargas.

Em 21 de março de 2016, foi deflagrada a primeira fase internacional da Operação Lava Jato em Lisboa, Portugal. A ação foi coordenada pela Secretaria de Cooperação Internacional (SCI) da PGR, que atua como autoridade central no tratado bilateral com Portugal. De acordo com o então secretário de Cooperação Internacional, Vladimir Aras, a execução foi direta e houve conversas com as autoridades portuguesas para execução do pedido.
Em 15 de abril de 2016, foram repatriados ao Brasil os recursos obtidos ilegalmente por Julio Faerman, a partir de ilícitos em contratos de empresas do grupo da SBM Offshore com a Petrobras. Faerman era o principal agente de vendas da holandasa SBM, e fechou acordo de delação premiada com o Ministério Público Federal no Rio de Janeiro (MPF/RJ), se comprometendo a devolver US$ 54 milhões de dólares depositados em bancos suíços. As investigações envolveram Brasil, Suíça e Holanda.
Em novembro de 2015, o pedido de repatriação foi feito pelo MPF/RJ e foi recebido na SCI da Procuradoria-Geral da República, sendo então encaminhados ao Departamento de Recuperação de Ativos e Cooperação Internacional da Secretaria Nacional de Justiça do Ministério da Justiça, autoridade brasileira para cooperação jurídica internacional com a Suíça. Os valores já estão sob jurisdição brasileira e serão depositados em uma conta aberta na Caixa Econômica Federal (CEF), à disposição da 3ª Vara Federal Criminal do Rio de Janeiro.
Em 22 e 23 de abril de 2015, a atuação do MPF, em colaboração com órgãos brasileiros de controle, foi tema central da palestra do procurador-geral da República, Rodrigo Janot, na Brazil Conference, realizada pela Universidade de Harvard e pelo Instituto de Tecnologia de Massachusetts (MIT), nos Estados Unidos. O evento busca discutir os problemas e promover as ações que promovam o desenvolvimento do Brasil.